# Muxihe
Muxihe (kinesiska: 木西合) är en socken i nordvästra Kina. Den ligger i Maqu härad i den autonoma prefekturen Gannan för tibetaner i provinsen Gansu, omkring 340 kilometer sydväst om provinshuvudstaden Lanzhou. Antalet invånare är 3 578. Befolkningen består av 1 724 kvinnor och 1 854 män. Barn under 15 år utgör 33 %, vuxna 15-64 år 61 %, och äldre över 65 år 4,0 %.